# 핑거스토리
핑거스토리(Finger Story)는 대한민국의 웹툰 플랫폼 기업이다. 본사는 서울특별시 강남구 테헤란로 325, 15층 (역삼동, 어반벤치빌딩)에 위치해 있다. 대표이사는 문양근이다. 웹툰 및 디지털 만화 그리고 웹소설 등의 콘텐츠 유통 사업을 영위한다
무협·액션 장르의 남성향 플랫폼 무툰과 로맨스·순정 중심의 여성향 플랫폼 큐툰을 운영하고 있다

## 상장
2022년 12월 8일, 유안타 제7호 스팩과의 합병을 통해 코스닥 시장에 상장하였다.

## 참고 문헌
1. ↑  '날개 없는 추락' 핑거스토리, 연초 대비 주가 71% ↓, 머니S, 2023.09.08
2. ↑  이환욱, 유안타증권 핑거스토리, 2023년 6월 15일
3. ↑  서영태, "웹툰·웹소설 핑거스토리, 연평균 12% 성장…IP 확보로 성장", 연합뉴스, 2024년 6월 21일